# 患難前携挙説
患難前携挙説（かんなんまえけいきょせつ）は、キリスト教終末論に関する説。聖書は終末に患難時代が起こると預言している（マタイ24章、マルコ13章）。この説によると、教会は患難時代の直前に、携挙される。空中に携挙されるのは、教会を終末の患難時代から救い出すためである。こうして、患難時代には教会はこの地上には存在しない。ディスペンセーション主義はこの立場を取る。他には、患難中携挙説と患難後携挙説がある。